# Vöhl
Vöhl – miejscowość i gmina w Niemczech, w kraju związkowym Hesja, w rejencji Kassel, w powiecie Waldeck-Frankenberg.

## Współpraca
Miejscowości partnerskie:
- Basdorf – dzielnica Wandlitz, Brandenburgia
- Mouchard, Francja